# Lista de prefeitos de Concórdia
Esta é a lista de prefeitos e vice-prefeitos do município de Concórdia, estado brasileiro de Santa Catarina.
| Nº | Nome                            | Partido | Vice-prefeito                   | Início do mandato       | Fim do mandato          | Observações               |
| 1  | Coronel José Luiz de Castro     | PLC     | —                               | 20 de julho de 1934     | 9 de janeiro de 1935    | Prefeito nomeado          |
| 2  | Segundo Dalla Costa             | PLC     | —                               | 9 de janeiro de 1935    | 30 de março de 1937     | Prefeito nomeado          |
| 3  | Dogello Goss                    | PP      | —                               | 30 de março de 1937     | 12 de dezembro de 1945  | Prefeito nomeado          |
| 4  | Herótodo Guimarães              | PSD     | —                               | 12 de dezembro de 1945  | 30 de março de 1946     | Prefeito nomeado          |
| 5  | Fioravante Ângelo Massolini     | PSD     | —                               | 30 de março de 1946     | 16 de maio de 1947      | Prefeito nomeado          |
| 6  | Carlos Büchele                  | PSP     | —                               | 16 de maio de 1947      | 21 de dezembro de 1947  | Prefeito nomeado          |
| 7  | Geraldo Mariano Günter          | PSD     | —                               | 21 de dezembro de 1947  | 22 de dezembro de 1947  | Prefeito nomeado          |
| 8  | Fioravante Ângelo Massolini     | PSD     | —                               | 22 de dezembro de 1947  | 31 de janeiro de 1951   | Prefeito eleito           |
| 9  | Attilio Fontana                 | PSD     | —                               | 31 de janeiro de 1951   | 7 de maio de 1955       | Prefeito eleito           |
| 10 | Domingos Machado de Lima        | PSD     | —                               | 7 de maio de 1955       | 31 de janeiro de 1956   | Prefeito substituto       |
| 11 | Fioravante Ângelo Massolini     | PSD     | —                               | 31 de janeiro de 1956   | 31 de janeiro de 1961   | Prefeito eleito           |
| 12 | Domingos Machado de Lima        | PSD     | —                               | 31 de janeiro de 1961   | 31 de janeiro de 1966   | Prefeito eleito           |
| 13 | Luiz Suzin Marini               | MDB     |                                 | 31 de janeiro de 1966   | 31 de janeiro de 1970   | Prefeito eleito           |
| 14 | Mário Pagnoncelli               | ARENA   |                                 | 31 de janeiro de 1970   | 19 de dezembro de 1970  | Prefeito eleito           |
| 15 | Adílio Hilário Mutzemberg       | ARENA   |                                 | 19 de dezembro de 1970  | 31 de janeiro de 1973   | Prefeito substituto       |
| 16 | Neudy Primo Massolini           | ARENA   | Ivo Frederico Reich             | 31 de janeiro de 1973   | 1º de fevereiro de 1977 | Prefeito e vice eleitos   |
| 17 | Ivo Frederico Reich             | ARENA   |                                 | 1º de fevereiro de 1977 | 1º de fevereiro de 1983 | Prefeito eleito           |
| 18 | Luiz Suzin Marini               | PMDB    |                                 | 1º de fevereiro de 1983 | 31 de dezembro de 1988  | Prefeito eleito           |
| 19 | Odacir Zonta                    | PDS     |                                 | 1º de janeiro de 1989   | 31 de dezembro de 1992  | Prefeito eleito           |
| 20 | Moacir Sopelsa                  | PMDB    | Leni Maria Perotti Suzin Marini | 1º de janeiro de 1993   | 31 de dezembro de 1996  | Prefeito e vice eleitos   |
| 21 | Leni Maria Perotti Suzin Marini | PMDB    | Ginésio Seganfredo (PMDB)       | 1º de janeiro de 1997   | 31 de dezembro de 2000  | Prefeita e vice eleitos   |
| 22 | Neodi Saretta                   | PT      | João Girardi (PT)               | 1º de janeiro de 2001   | 31 de dezembro de 2004  | Prefeito e vice eleitos   |
| 22 | Neodi Saretta                   | PT      | João Girardi (PT)               | 1º de janeiro de 2005   | 31 de dezembro de 2008  | Prefeito e vice reeleitos |
| 23 | João Girardi                    | PT      | Neuri Antônio Santhier (PT)     | 1º de janeiro de 2009   | 31 de dezembro de 2012  | Prefeito e vice eleitos   |
| 23 | João Girardi                    | PT      | Neuri Antônio Santhier (PT)     | 1º de janeiro de 2013   | 31 de dezembro de 2016  | Prefeito e vice reeleitos |
| 24 | Rogério Luciano Pacheco         | PSDB    | Edilson Massocco (PR)/(PL)      | 1º de janeiro de 2017   | 31 de dezembro de 2020  | Prefeito e vice eleitos   |
| 24 | Rogério Luciano Pacheco         | PSDB    | Edilson Massocco (PR)/(PL)      | 1º de janeiro de 2021   | 31 de dezembro de 2024  | Prefeito e vice reeleitos |
| 25 | Edílson Massocco                | PL      | Fábio Luís Ferri (PL)           | 1º de janeiro de 2025   | Atualidade              | Prefeito e vice reeleitos |